# Alejandro de Tomaso
Alejandro de Tomaso (Buenos Aires, 10 juli 1928 – Modena, 21 mei 2003) was een Argentijns-Italiaans Formule 1-coureur.

## Persoonlijk leven
| De Tomaso Mangusta uit 1979                                                      |
| De Benelli Tornado 650 S, ontwerp uit het pre-de Tomaso tijdperk                 |
| Zo moest een Benelli er volgens Paolo Martin uitzien. (Benelli 750 Sei uit 1973) |

Alejandro de Tomaso was een zoon van een Italiaanse politicus en een Spaanse grootgrondbezitster. In 1952 moest hij om politieke redenen Argentinië verlaten. Hij werd fabriekscoureur voor het Italiaanse merk OSCA van de gebroeders Maserati. Hij reed tweemaal een Grands Prix, de Grand Prix van Argentinië van 1957 voor het team Scuderia Centro Sud en de Grand Prix van de Verenigde Staten van 1959 voor het OSCA-team. Hij trouwde met de kleindochter van de oprichter van General Motors, maar kon ook dankzij zijn eigen vermogen zijn eigen automerk oprichten. Daarnaast kocht hij een aantal Italiaanse bedrijven op. In 1967 werd hij eigenaar van de designstudio Ghia, die hij in 1970 weer verkocht aan Ford. Eind jaren tachtig begon het imperium van de Tomaso af te kalven. In 1989 verkocht hij het zieltogende merk Benelli aan een investeerder die eigenlijk alleen geïnteresseerd was in de fabrieksgebouwen. In 1993 verkocht de Tomaso zijn aandelen in Maserati. De productie van de Tomaso Pantera sportauto was in 1991 al gestaakt. Het merk Moto Guzzi bleef tot ca. 2000 in zijn bezit.

## Automerk
In 1959 richtte De Tomaso het automerk De Tomaso op, om onder andere racewagens te ontwikkelen. In de jaren zeventig maakte het Formule 1-team van Frank Williams gebruik van deze wagens.
Zonder De Tomaso zou het automerk Maserati er vandaag de dag anders uitzien. Hij kocht een groot deel van de aandelen toen Maserati in de jaren zeventig met grote financiële problemen te kampen had en zorgde ook voor een totale reorganisatie van het bedrijf. Dankzij De Tomaso kon Maserati opnieuw aan ontwikkelingen doen. Zo verscheen in 1981 de Biturbo-motor, wat later door vele automerken gebruikt werd. Begin jaren 90 kwam Maserati met een nieuw sportwagen, de Chubasco, die echter niet geproduceerd werd voor het publiek. In 1993 werd Maserati overgenomen door Fiat.

## Benelli en Moto Guzzi
In 1971 nam de Tomaso het Italiaanse motorfietsmerk Benelli en in 1973 Moto Guzzi over. Hij maakte meteen werk van nieuwe ontwerpen voor deze merken. Daarvoor huurde hij Paolo Martin en Pierangelo Andreani in. Martin kwam van Ghia, maar had ook al gewerkt voor Bertone en Pininfarina. Hij ontwierp 250-, 350-, 400- en 500 cc viercilinders en de 750- en 900 cc Benelli Sei modellen. Voor wat betreft de motoren van Benelli nam de Tomaso simpelweg kopieën van Honda motoren. De langsgeplaatste V-twins van Moto Guzzi werden gemoderniseerd, maar de lichtere modellen leken door de ruimhartig toegepaste badge-engineering vooral veel op de Benelli's. Moto Guzzi was echter, dankzij de vertrouwde motoren, een veel sterker merk en al snel kwam Benelli op het tweede plan. Toen Paolo Martin zijn eigen designstudio opstartte werd zijn taak overgenomen door Pierangelo Andreani, die ook al voor Ghia had gewerkt.
- International Standard Name Identifier: 0000 0000 2637 3252
- Library of Congress Control Number: n82087255
- Virtual International Authority File: 21028099
- WorldCat: E39PBJjCT9D8YqxqMjXXYpP4v3